# إليسا كينتانا
إليسا كينتانا (بالإنجليزية: Elisa Quintana)‏ هي عالمة فلك أمريكية، ولدت في 1973 في نيومكسيكو في الولايات المتحدة.